# Otto Sprengel
Otto Sprengel (né le 27 décembre 1852 à Waren (Müritz) en grand-duché de Mecklembourg-Schwerin  ; mort le 8 janvier 1915 à Berlin) est un chirurgien allemand. Il a donné son nom à l'anomalie de Sprengel.

## Biographie
Sprengel suivit les cours du lycée d'État de Waren, il étudia ensuite la médecine à l'université de Tübingen de 1872 à 1874 puis à l'université Louis-et-Maximilien de Munich et à l'université de Rostock. Il termina ses études à l'université de Marbourg où il obtint son doctorat en médecine en 1877.
Il commença ses études de chirurgie à Marbourg auprès de Wilhelm Roser (de). De 1878 à 1881, il étudia à la Clinique obstétrique de l'université de Halle de 1878 à 1881. Après une courte période comme chirurgien privé à Francfort, il fut nommé assistant directeur médical de l'Hôpital pour enfants de Dresde en 1882. Il a pris la tête du département de chirurgie de l'Hôpital régional de Brunswick en 1886.
Il fut élu président de la Société allemande de chirurgie en 1914 ; toutefois, il ne put entrer effectivement en fonction car il avait été infecté par une blessure par balle au cours de la Première Guerre mondiale. Il mourut de septicémie en 1915 à l'âge de 63 ans.

## Travaux
- Appendicitis. Enke, Stuttgart 1906.